# Artemis I
Artemis I, trước đây gọi là Exploration Mission-1, là một sứ mệnh phóng tên lửa không người lái bay quay quanh Mặt Trăng. Đây là chuyến bay vũ trụ đầu tiên trong chương trình Artemis của NASA, đánh dấu việc quay lại khám phá Mặt Trăng kể từ chương trình Apollo. Đây cũng là lần đầu tiên NASA sử dụng Hệ thống tên lửa đẩy SLS cùng với tàu vũ trụ Orion. Mục tiêu chính trong chương trình lần này là kiểm tra tàu vũ trụ Orion, đặc biệt là lớp chắn nhiệt của tàu, để chuẩn bị cho các sứ mệnh Artermis về sau. Các sứ mệnh này cố gắng thiết lập lại sự hiện diện của con người và đưa công nghệ cùng các giải pháp kinh tế cần thiết cho việc tiếp cận các nghiên cứu khoa học trong tương lai lên Mặt Trăng, bao gồm cả việc khám phá Sao Hoả.
Tàu vũ trụ Orion cho Artemis I được xếp lên bộ phóng vào ngày 20 tháng 10 năm 2021. Đây là lần đầu tiên một tên lửa đẩy siêu nặng được lắp ráp bên trong Tòa lắp ráp phương tiện của NASA (VAB) kể từ lần cuối lắp ráp Saturn V. Vào ngày 17 tháng 8 năm 2022, tên lửa được lắp ráp hoàn chỉnh được triển khai để ra mắt, sau một loạt lần lùi lịch bởi khó khăn trong quá trình thử nghiệm trước khi phóng. Lần phóng đầu tiên bị huỷ bỏ vào ngày 29 tháng 8 năm 2022 do lỗi cảm biến nhiệt độ động cơ xuất dữ liệu không đúng. Lần phóng thứ hai vào ngày 3 tháng 9 năm 2022 cũng bị hủy bỏ vì bị rò rỉ dung dịch hydro. Sau khi sự cố rò rỉ đã được sửa chữa thỏa đáng, cơ hội ra mắt tiếp theo ban đầu là vào ngày 27 tháng 9 năm 2022 trước khi dự báo quỹ đạo cho sau đó, do ảnh hưởng thời tiết từ bão nhiệt đới Ian dẫn đến việc phóng bị trì hoãn. Khi thời tiết ổn định, NASA đã chọn ngày 16 tháng 11 năm 2022 làm ngày phóng cho sứ mệnh Artemis I. Artemis I được phóng thành công từ Trung tâm Vũ trụ Kennedy vào ngày 16 tháng 11 năm 2022 lúc 06:47:44 UTC (13:47:44 GMT+7).
Sau nhiệm vụ Artemis I, Artemis II sẽ thực hiện phi hành đoàn trên Mặt Trăng và Artemis III sẽ thực hiện phi hành đoàn lên Mặt Trăng từ khi Apollo 17 đã được phóng 53 năm trước.
Sứ mệnh Artemis I theo kế hoạch ban đầu kéo dài trong sáu tuần và thử nghiệm tất cả các bộ phận tên lửa và tàu vũ trụ sẽ được sử dụng trong các nhiệm vụ Artemis sau này. Sau khi lên đến quỹ đạo và thực hiện phóng chuyển tiếp Mặt Trăng, sứ mệnh này sẽ triển khai mười vệ tinh CubeSat và tàu vũ trụ Orion sẽ đi vào quỹ đạo ngược xa trong sáu ngày. Tàu vũ trụ Orion sau đó sẽ quay trở lại và quay trở lại bầu khí quyển của Trái Đất, được bảo vệ bởi lá chắn nhiệt của nó và rơi xuống Thái Bình Dương. Ngày phóng ban đầu của Artemis I đã được lên kế hoạch vào tháng 12 năm 2016, nhưng nó đã bị trì hoãn ít nhất mười sáu lần do các vấn đề kỹ thuật với SLS và tàu vũ trụ Orion. Các yếu tố khác góp phần vào sự chậm trễ là vượt mức ngân sách (là chỉ trích chính của SLS) và giới hạn ngân sách do chính phủ liên bang áp đặt. Sau sứ mệnh Artemis I, Artemis II sẽ thực hiện bằng máy bay không người lái lên Mặt Trăng và Artemis III sẽ thực hiện phi hành đoàn lên Mặt Trăng, 5 thập kỷ sau sứ mệnh Apollo cuối cùng.

## Sứ mệnh
Mục tiêu chính của Artemis I là đạt được mục tiêu an toàn khi vào bầu khí quyển, hạ xuống, giật gân và phục hồi. Kể từ ngày 16 tháng 8 năm 2022, Artemis I có ba cơ hội ra mắt chính thức: 29 tháng 8, 2 tháng 9 và 5 tháng 9 năm 2022. Artemis I sẽ được phóng trên biến thể Block 1 của Hệ thống Phóng Không gian (SLS). Bộ phận đầu tiên của Block 1 bao gồm bộ phận lõi và hai tên lửa đẩy rắn 5 đoạn. Bộ phận cốt lõi sử dụng bốn động cơ RS-25D, tất cả đều đã từng bay trong các sứ mệnh Tàu con thoi. Lõi và tên lửa đẩy cùng tạo ra lực đẩy 39.000 kN (8.800.000 lbf) khi cất cánh. Bộ phận trên, được gọi là Bộ phận đẩy lạnh tạm thời (ICPS), dựa trên Vộ phận thứ hai của Delta Cryogenic và được cung cấp bởi một động cơ RL10B-2 duy nhất.
Khi đã ở trên quỹ đạo, ICPS sẽ đốt cháy động cơ của nó để phóng chuyển tiếp Mặt Trăng (TLI), điều này sẽ đặt tàu vũ trụ Orion và mười CubeSat trên quỹ đạo tới Mặt Trăng. Orion sau đó sẽ tách khỏi ICPS và bờ biển tới không gian Mặt Trăng. Sau khi tách Orion, Bộ điều hợp bộ phận ICPS sẽ triển khai mười CubeSat để thực hiện nghiên cứu khoa học và thực hiện các cuộc trình diễn công nghệ.
Trong kế hoạch trước đó, sứ mệnh được lên kế hoạch đi theo quỹ đạo vòng tròn mà không đi vào quỹ đạo quanh Mặt Trăng. Tuy nhiên, các kế hoạch hiện tại yêu cầu của tàu vũ trụ Orion dành khoảng ba tuần trong không gian, bao gồm sáu ngày trong một quỹ đạo quay ngược xa xung quanh Mặt Trăng. Sau hai tuần trong không gian, viên nang sẽ bốc cháy và quay quanh Mặt Trăng 800 km (500 mi), trọng lực bắn tàu vũ trụ quay trở lại Trái Đất. Nếu SLS ra mắt vào ngày 27 tháng 9, viên nang Orion sẽ rơi xuống Thái Bình Dương ngoài khơi bờ biển San Diego vào ngày 10 tháng 10.
| Ngày                 | Thời gian (UTC)     | Sự kiện                                |
| Phóng                | Phóng               | Phóng                                  |
| -------------------- | ------------------- | -------------------------------------- |
| 16 tháng 11          | 06:47:44            | Cất cánh                               |
| 16 tháng 11          | 06:49:56            | Tách tên lửa tăng cường nhiên liệu rắn |
| 16 tháng 11          | 06:50:55            | Loại bỏ dàn mô-đun dịch vụ             |
| 16 tháng 11          | 06:51:00            | Khởi động hệ thống bị vứt bỏ           |
| 16 tháng 11          | 06:55:47            | Giai đoạn chính tắt động cơ chính      |
| 16 tháng 11          | 06:55:59            | Giai đoạn chính và tách ICPS           |
| 16 tháng 11          | 07:05:53 – 07:17:53 | Triển khai pin mặt trời ở tàu Orion    |
| 16 tháng 11          | 07:40:40 – 07:41:02 | Thao tác nâng cận điểm                 |
| 16 tháng 11          | 08:17:11 – 08:35:11 | Đốt xuyên nguyệt                       |
| 16 tháng 11          | 08:45:20            | Tách Orion/ICPS                        |
| 16 tháng 11          | 08:46:42            | Đốt tách giai đoạn trên                |
| 16 tháng 11          | 10:09:20            | Xử lý đốt cháy ICPS                    |
| Đi tới Mặt Trăng     |                     |                                        |
| 16 tháng 11          | 14:35:15            | Đốt cháy hiệu chỉnh quỹ đạo đầu        |
| 17–20 tháng 11       |                     | Giai đoạn định hướng ra ngoài          |
| 21 tháng 11          | 12:44               | Máy bay chạy bằng năng lượng Mặt Trăng |
| Quay quanh Mặt Trăng |                     |                                        |
| 21–24 tháng 11       |                     | Chuyển đến DRO                         |
| 25-30 tháng 11       |                     | Quỹ đạo lùi xa                         |
| 1 tháng 12           | 21:53               | Khởi hành đốt cháy DRO                 |
| 1–4 tháng 12         |                     | Thoát DRO                              |
| Trở lại Trái Đất     |                     |                                        |
| 5 tháng 12           | 16:43               | Tiếp cận gần                           |
| 5–11 tháng 12        |                     | Trở về quá cảnh                        |
| 11 tháng 12          | 17:40:30            | Hạ xuống                               |

## Lịch sử

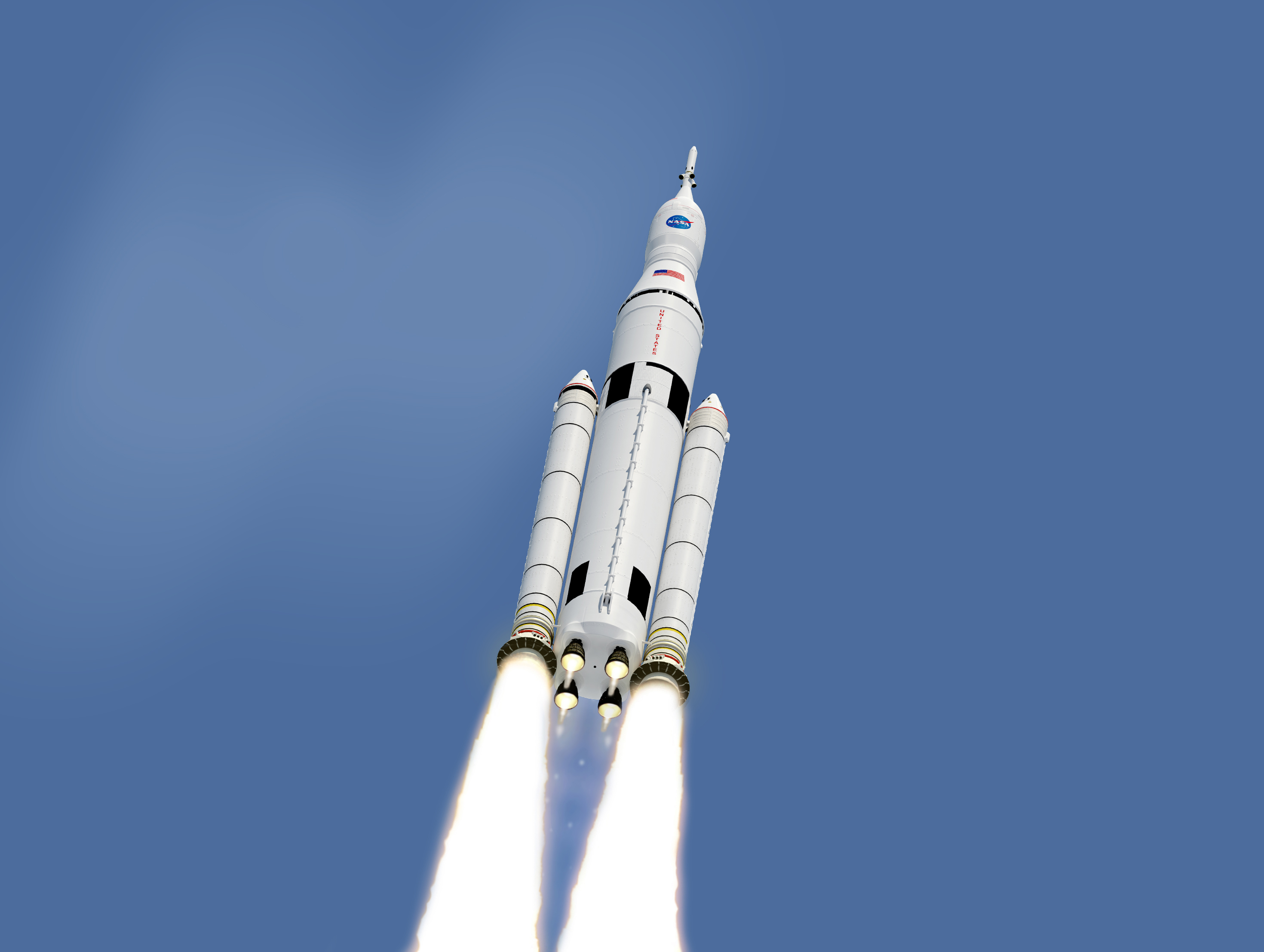
Hình minh họa ban đầu về việc ra mắt hệ thống phóng SLS, tháng 12 năm 2011.

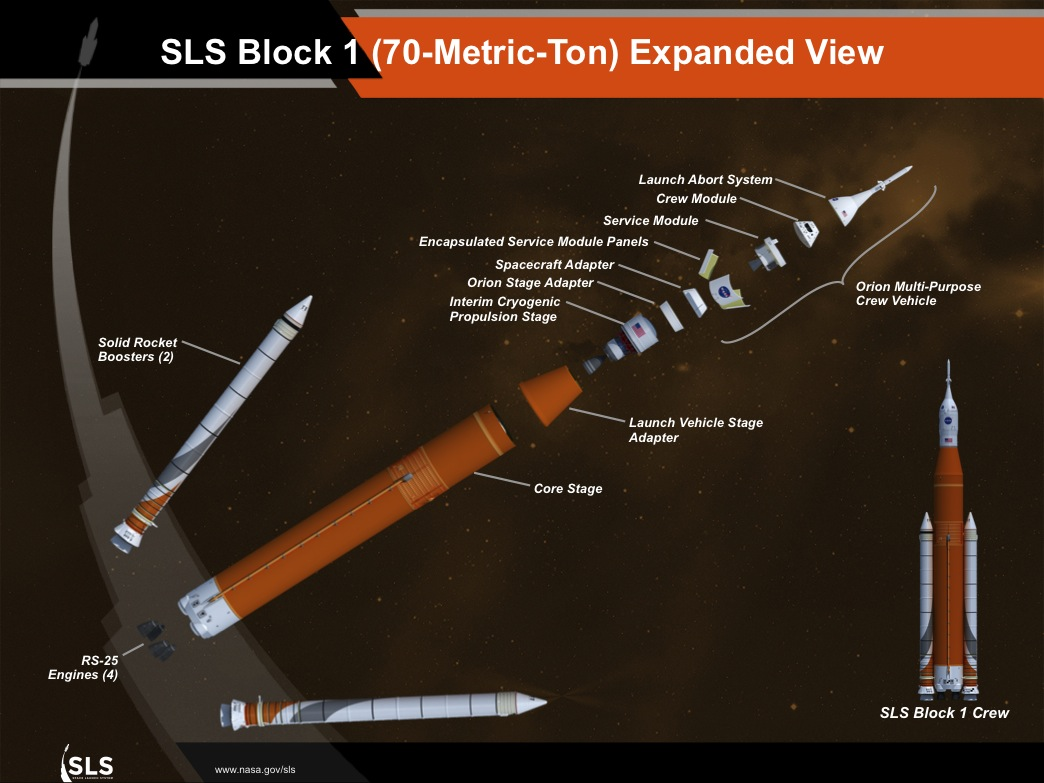
Biến thể Block 1 của tên lửa SLS.

### Lịch sử ban đầu
Chương trình Artemis không phải là chương trình đầu tiên khởi động lại các cuộc thám hiểm trên Mặt Trăng có phi hành đoàn do Hoa Kỳ thực hiện sau chương trình Apollo. Năm 1989, tại lễ kỷ niệm 20 năm ngày Apollo 11 hạ cánh xuống Mặt Trăng, tổng thống lúc bấy giờ là George H. W. Bush đã công bố Sáng kiến Thám hiểm Không gian nhằm đưa các phi hành gia trở lại Mặt Trăng và Sao Hỏa. Tuy nhiên, một báo cáo được công bố rằng chín mươi ngày sau ước tính Sáng kiến Khám phá Không gian sẽ tiêu tốn 500 tỷ USD. Điều này đã cảnh báo Quốc hội về chi phí cao và tài trợ cho toàn bộ đề xuất đã bị từ chối.
Mười lăm năm sau, vào năm 2005, George W. Bush đã thành lập chương trình Chòm sao, nhằm đưa con người trở lại Mặt Trăng vào năm 2020. Chương trình đã phát triển các tên lửa Ares I và V có thể mang tàu đổ bộ Altair và tàu vũ trụ Orion, thậm chí còn phóng thử nghiệm chuyến bay của tàu vũ trụ Ares I và Orion. Tuy nhiên, giống như người tiền nhiệm của nó, chương trình đã bị tổng thống khi đó là Barack Obama hủy bỏ vào tháng 2 năm 2010, với lý do chi phí và thời gian vượt quá giới hạn. Chương trình Chòm sao được coi là tiền thân tinh thần của chương trình Artemis, vì tàu vũ trụ Orion của nó đã được tiếp tục phát triển sau khi chương trình kết thúc, và cuối cùng sẽ trở thành một phần của chương trình Artemis.
Trong Đạo luật Ủy quyền của NASA năm 2010 được thông qua vào tháng 9, Quốc hội quy định rằng một phương tiện đưa đón mới phải được chế tạo để thúc đẩy các hợp đồng hiện có. Phương tiện phóng này sẽ được gọi là Hệ thống Phóng Không gian, viết tắt là SLS. Đạo luật yêu cầu phi hành đoàn phóng SLS phải diễn ra trước ngày 31 tháng 12 năm 2016 (đã bị trượt), vì vậy NASA vào năm 2011 ban đầu đã lên kế hoạch thực hiện trước hai chuyến bay thử nghiệm của phương tiện phóng: một với tàu vũ trụ Orion không hoạt động và một với một tàu vũ trụ chức năng.
Vào khoảng tháng 9 năm 2011, lần ra mắt đầu tiên của SLS đã bị trì hoãn từ trước cuối năm 2016 đến đôi khi vào năm 2017, lần đầu tiên trong số ít nhất 15 lần trì hoãn nữa. Một năm sau vào năm 2012, lần phóng đầu tiên và thứ hai của SLS được đặt tên là Exploration Mission 1 và 2, viết tắt là EM-1 và EM-2. Vào tháng 1 năm 2013, mô-đun dịch vụ của tàu vũ trụ Orion được Cơ quan Vũ trụ Châu Âu công bố là do Cơ quan Vũ trụ Châu Âu chế tạo và được đặt tên là Mô-đun Dịch vụ Châu Âu. Mặc dù Cơ quan Vũ trụ Châu Âu đang gặp phải nhiều thách thức kỹ thuật trong việc xây dựng mô-đun, nhưng đến tháng 1 năm 2014, cơ quan này vẫn khẳng định mô-đun sẽ sẵn sàng vào cuối năm 2017.
SLS đã thông qua Điểm Quyết định Chính C (bước vào giai đoạn phát triển toàn diện) vào tháng 8 năm 2014 và máy hàn tại Cơ sở lắp ráp Michoud cho bộ phận lõi SLS đã được khai trương sau một tháng, mặc dù sự cố lệch tháp đã được tìm thấy ngay sau đó. Cả hai yếu tố này đều góp phần làm cho mốc thời gian ra mắt đầu tiên bị lùi lại không muộn hơn tháng 11 năm 2018. Vào giữa tháng 11 năm 2014, việc xây dựng bộ phận lõi SLS sử dụng máy hàn cuối cùng đã bắt đầu. Vào tháng 12 năm 2014, chuyến bay thử nghiệm đầu tiên của tàu vũ trụ Orion đã diễn ra trong khuôn khổ Exploration Flight Test-1 trên một tên lửa Delta IV Heavy, trong đó chuyến bay thử nghiệm của nó đã thành công. Hai Động cơ đủ điều kiện 1 và 2, tương tự như tên lửa đẩy rắn của SLS, đã được bắn thử thành công vào tháng 3 năm 2015 và tháng 6 năm 2016.

### Chuyển đổi sang Artemis I

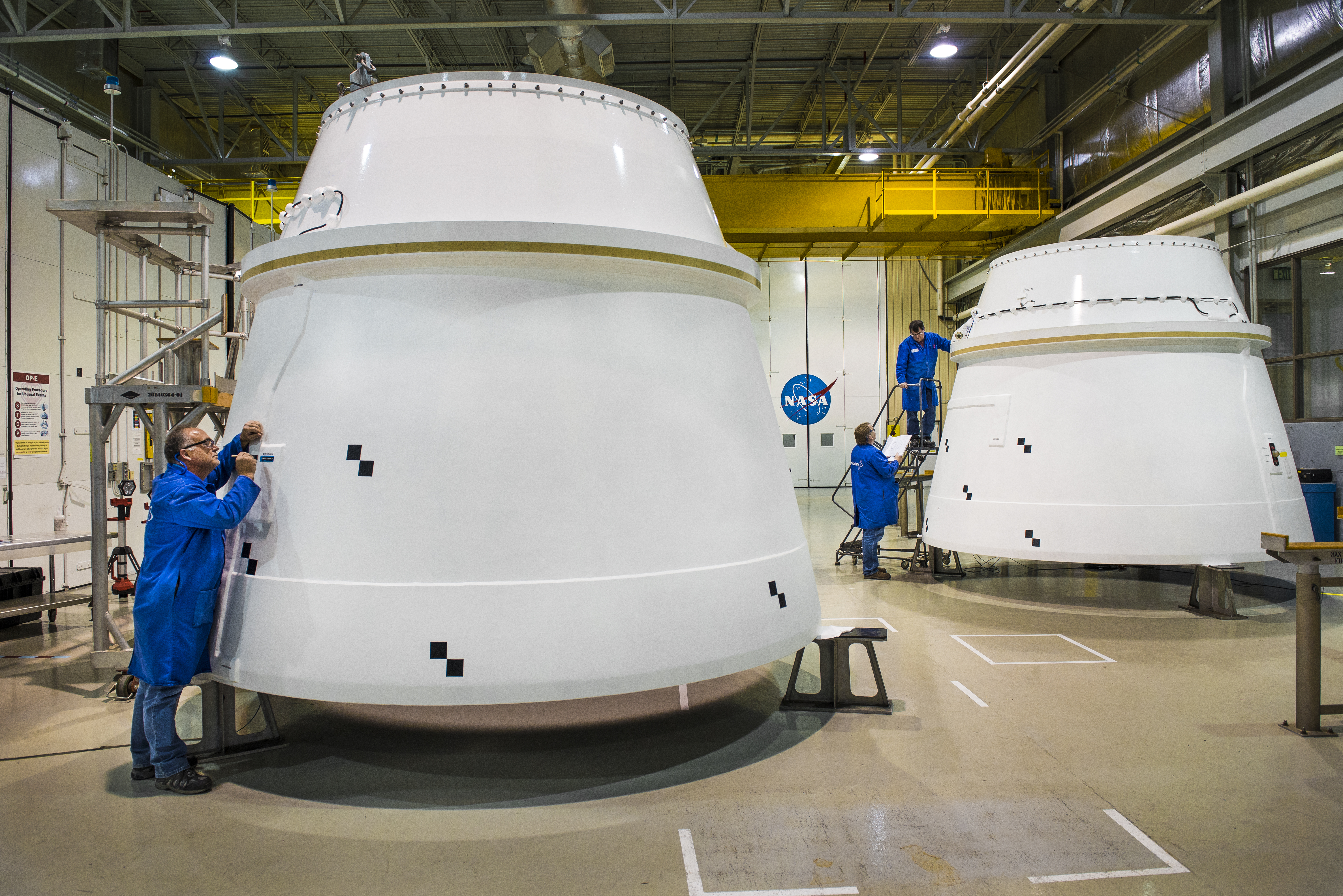
Hoàn thành lắp ráp vòi phun của tên lửa đẩy rắn Exploration Mission-1 (Artemis I), tháng 11 năm 2017.

Vào tháng 2 năm 2017, NASA đã điều tra một vụ phóng phi hành đoàn là chuyến bay SLS đầu tiên. Nó sẽ có một phi hành đoàn gồm hai phi hành gia và thời gian bay sẽ ngắn hơn phiên bản không người lái. Tuy nhiên, sau một nghiên cứu khả thi kéo dài nhiều tháng, NASA đã từ chối đề xuất này vì chi phí quá cao và tiếp tục với kế hoạch thực hiện sứ mệnh SLS đầu tiên. Vào tháng 7 năm 2017, Bộ phận đẩy đông lạnh tạm thời của Artemis I trở thành phần đầu tiên của SLS được chuyển đến Trung tâm Vũ trụ Kennedy. Khoảng bốn tháng sau, vào tháng 11, ngày khởi động sớm nhất của Exploration Mission 1 dự kiến là vào tháng 12 năm 2019, với khả năng cao là ra mắt vào giữa năm 2020, ba năm kể từ ngày phóng bắt buộc ban đầu. Vào ngày 11 tháng 12 năm 2017, Tổng thống khi đó là Donald Trump đã ký Chỉ thị Chính sách Không gian 1, chính thức hóa hiệu quả chương trình thám hiểm Mặt Trăng của con người.
Ban đầu, phiên bản SLS được sử dụng trong các nhiệm vụ thứ nhất, thứ hai và thứ ba được lên kế hoạch sử dụng Bộ phận trên của SLS Exploration; tuy nhiên, do sự chậm trễ của bộ phận, vào tháng 4 năm 2018, NASA đã quyết định chuyển từ Block 1B sang Block 1 SLS kém mạnh mẽ hơn cho ba nhiệm vụ này. Bộ phận trên của Khám phá sẽ được sử dụng thay thế từ nhiệm vụ thứ tư của SLS trở đi. Trong báo cáo của Văn phòng Tổng thanh tra NASA vào tháng 10 năm 2018, người ta phát hiện ra rằng Boeing sẽ cần 8,9 tỷ USD để có thể hoàn thành giai đoạn cốt lõi của Exploration Mission 1, gấp đôi mức cho phép tối đa của NASA. Báo cáo cũng đề cập đến hoạt động kém hiệu quả của Boeing và dự kiến ngân sách quá mức, cũng như sự quản lý kém của NASA đối với các nhà thầu. Vào thời điểm này, lần ra mắt đầu tiên đã bị trì hoãn đến tháng 6 năm 2020.
Vào tháng 3 năm 2019, quản trị viên NASA lúc đó là Jim Bridenstine đã đề xuất chuyển tàu vũ trụ Orion từ SLS sang tên lửa thương mại, Falcon Heavy hoặc Delta IV Heavy, để tuân thủ lịch trình. Nhiệm vụ sẽ yêu cầu hai lần phóng: một lần để đưa tàu vũ trụ Orion vào quỹ đạo quanh Trái Đất và lần thứ hai mang một bộ phận trên. Sau đó cả hai sẽ cập bến khi đang ở trong quỹ đạo Trái Đất và tầng trên sẽ bốc cháy để đưa Orion lên Mặt Trăng. Ý tưởng cuối cùng đã bị loại bỏ.
Đến tháng 4 năm 2019, 17 tỷ đô la đã được chi cho SLS, nhiều hơn nhiều so với dự kiến ban đầu. Điều này một phần có thể do các công ty sản xuất và NASA sử dụng các hợp đồng cộng chi phí, cho phép các công ty yêu cầu nhiều tiền hơn ngay cả khi gây ra bởi sự chậm trễ và bội chi. Chương trình Mặt Trăng chính thức được đặt tên là Artemis vào tháng 5 năm 2019, vì nữ thần Artemis là chị em sinh đôi của thần Apollo trong thần thoại Hy Lạp. Cuối năm vào tháng 11, NASA đã đưa ra ước tính chi phí đầu tiên cho một vụ phóng SLS là 2 tỷ USD, không bao gồm chi phí phát triển. Đối với bối cảnh, một vụ phóng Falcon Heavy có thể tiêu hao hoàn toàn với 2/3 công suất phóng của SLS sẽ chỉ tốn 150 triệu đô la.

## Chuẩn bị

### Kiểm tra bộ phận cốt lõi

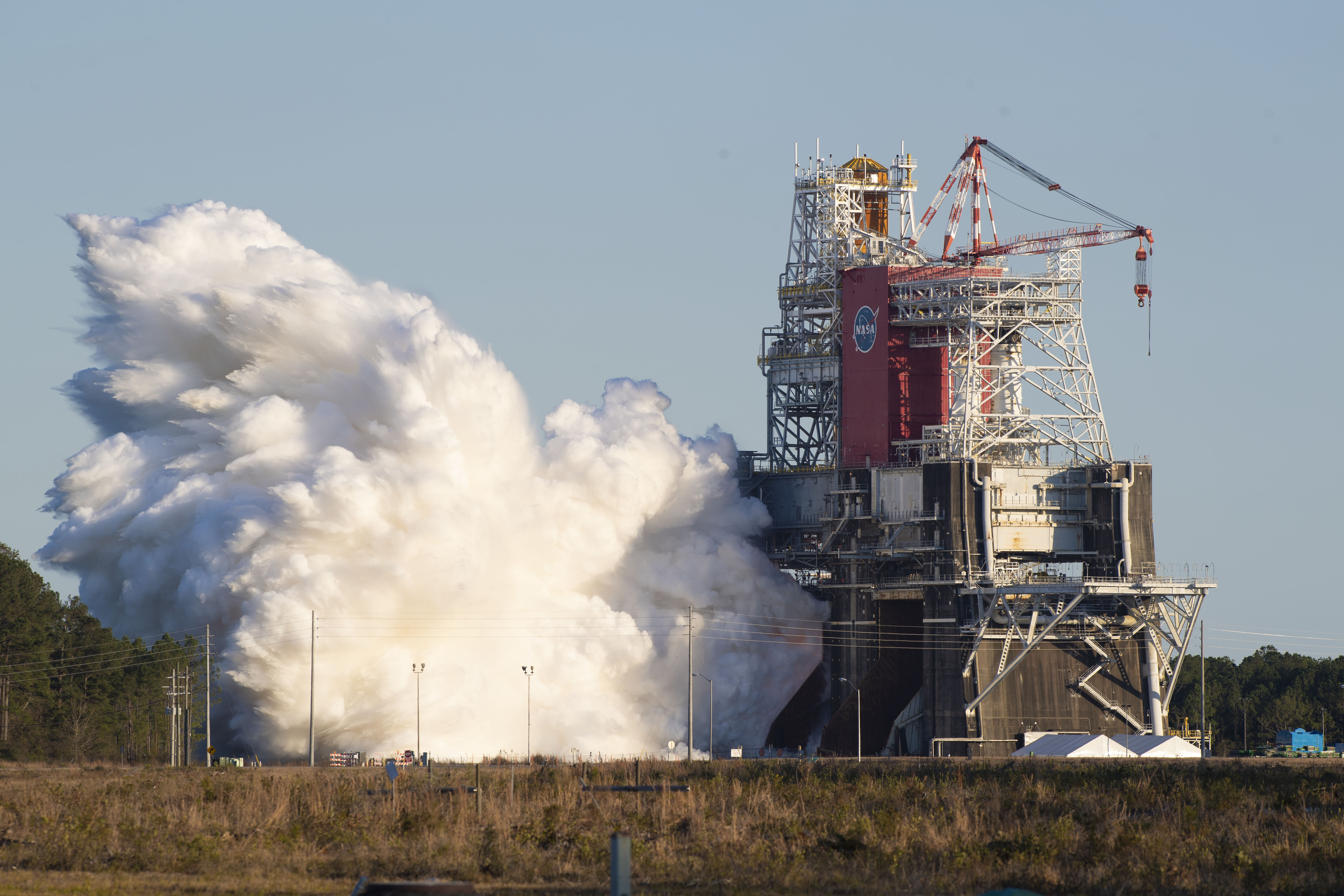
Lần thử lửa tĩnh đầu tiên của bộ phận lõi được thực hiện vào ngày 16 tháng 1 năm 2021.

Bộ phận cốt lõi cho Artemis I, được xây dựng tại Cơ sở lắp ráp Michoud bởi Boeing, có tất cả bốn động cơ được gắn vào tháng 11 năm 2019 và được tuyên bố là hoàn thành một tháng sau đó. Bộ phận cốt lõi rời cơ sở để trải qua loạt thử nghiệm Green Run tại Trung tâm Vũ trụ Stennis, bao gồm tám thử nghiệm với mức độ phức tạp ngày càng tăng:
1. Modal testing (thử nghiệm rung động)
2. Avionics (hệ thống điện tử)
3. Hệ thống Fail-safe
4. Propulsion (không cần bắn động cơ)
5. Hệ thống Vector đẩy (động cơ chuyển động và quay)
6. Mô phỏng đếm ngược
7. Wet dress rehearsal, với thuốc phóng
8. Static fire của động cơ trong tám phút

Thử nghiệm đầu tiên được thực hiện vào tháng 1 năm 2020, với các bài kiểm tra Green Run tiếp theo chạy trơn tru. Vào ngày 16 tháng 1 năm 2021, một năm sau, thử nghiệm thứ tám và cũng là thử nghiệm cuối cùng được thực hiện, nhưng động cơ tắt chỉ một phút sau ngọn lửa tĩnh, không có dấu hiệu hư hỏng động cơ. Điều này là do sự bất thường ở hệ thống véc tơ đẩy của động cơ vi phạm giới hạn của bài kiểm tra. Tuy nhiên, các giới hạn là thận trọng – nếu một sự bất thường như vậy xảy ra khi phóng, tên lửa vẫn sẽ bay bình thường. Thử nghiệm cuối cùng đã được thực hiện thành công một lần nữa vào ngày 18 tháng 3 năm 2021, vì vậy bộ phận cốt lõi đã được đóng gói, rời Trung tâm Vũ trụ Stennis vào ngày 24 tháng 4 năm 2021.

### Lắp ráp tên lửa

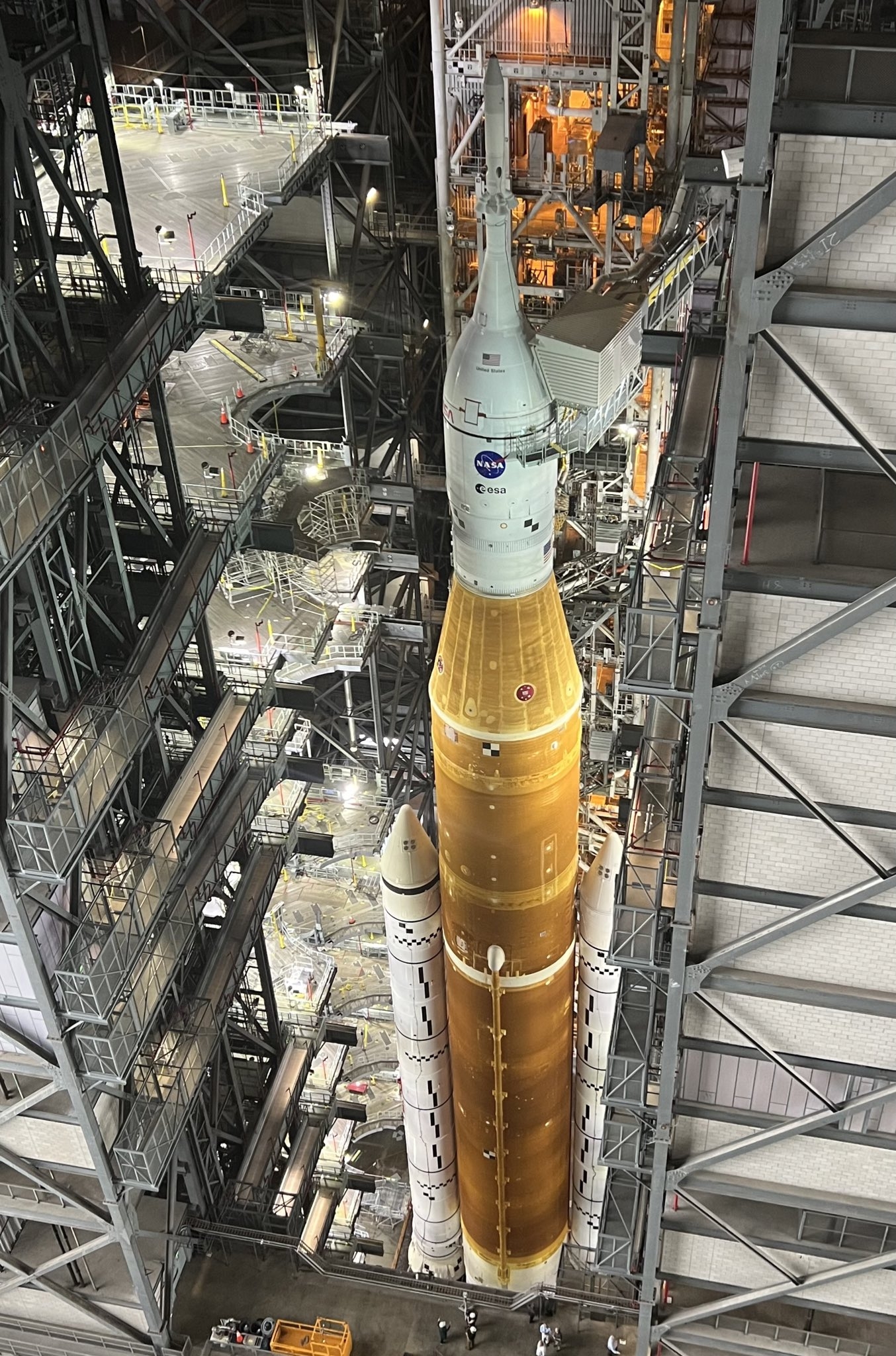
SLS với viên nang Orion trong Tòa nhà lắp ráp xe, tháng 3 năm 2022.

Bộ phận Sức đẩy tạo lạnh tạm thời là phần đầu tiên của SLS được chuyển đến Trung tâm Vũ trụ Kennedy vào tháng 7 năm 2017. Ba năm sau, tất cả các phân đoạn tên lửa đẩy rắn của SLS được vận chuyển trên một chuyến tàu đến Trung tâm Vũ trụ Kennedy vào ngày 12 tháng 6 năm 2020, và bộ chuyển đổi bộ phận của SLS được vận chuyển bằng sà lan một tháng sau đó vào ngày 29 tháng 7 năm 2020. Quá trình lắp ráp SLS diễn ra tại Tòa nhà lắp ráp xe High Bay 3, bắt đầu bằng việc đặt hai phân đoạn tên lửa đẩy rắn phía dưới vào ngày 23 tháng 11 năm 2020. Việc xếp chồng của hai tên lửa đẩy tạm thời dừng lại do quá trình thử nghiệm Green Run ở bộ phận cốt lõi bị trì hoãn trước khi được tiếp tục vào ngày 7 tháng 1 năm 2021, và việc xếp chồng tên lửa đẩy được hoàn thành vào ngày 2 tháng 3 năm 2021.
Bộ phận cốt lõi của SLS cho nhiệm vụ (CS-1) đã đến địa điểm phóng trên sà lan Pegasus vào ngày 27 tháng 4 năm 2021, sau khi được thử nghiệm lửa nóng Green Run thành công. Nó đã được chuyển đến vịnh thấp VAB để chuẩn bị tân trang và xếp chồng vào ngày 29 tháng 4 năm 2021. Bộ phận sau đó được xếp chồng lên nhau với tên lửa đẩy của nó vào ngày 12 tháng 6 năm 2021. Bộ điều hợp bộ phận (LVSA) được xếp chồng lên Bộ phận lõi vào ngày 22 tháng 6 năm 2021. Bộ phận trên ICPS được xếp chồng vào ngày 6 tháng 7 năm 2021. Sau khi hoàn thành thử nghiệm rút dây rốn và tích hợp thử nghiệm phương thức, bộ chuyển đổi giai đoạn Orion với mười trọng tải thứ cấp được xếp chồng lên nhau ở bộ phận trên vào ngày 8 tháng 10 năm 2021.
Tàu vũ trụ Artemis I Orion bắt đầu tiếp nhiên liệu và phục vụ trước khi phóng trong Cơ sở xử lý đa trọng tải vào ngày 16 tháng 1 năm 2021 sau khi bàn giao cho các hệ thống thăm dò trên mặt đất. Vào ngày 20 tháng 10 năm 2021, tàu vũ trụ Orion, được đóng gói trong hệ thống hủy phóng, được lăn tới VAB và xếp chồng lên nhau trên đỉnh tên lửa SLS, hoàn thành việc xếp chồng lên xe Artemis I trong High Bay-3. Trong thời gian thử nghiệm tích hợp rộng rãi và kiểm tra, một trong bốn bộ điều khiển động cơ RS-25 bị lỗi, yêu cầu thay thế và tiếp theo là sự chậm trễ của việc triển khai tên lửa đầu tiên.

### Trọng tải

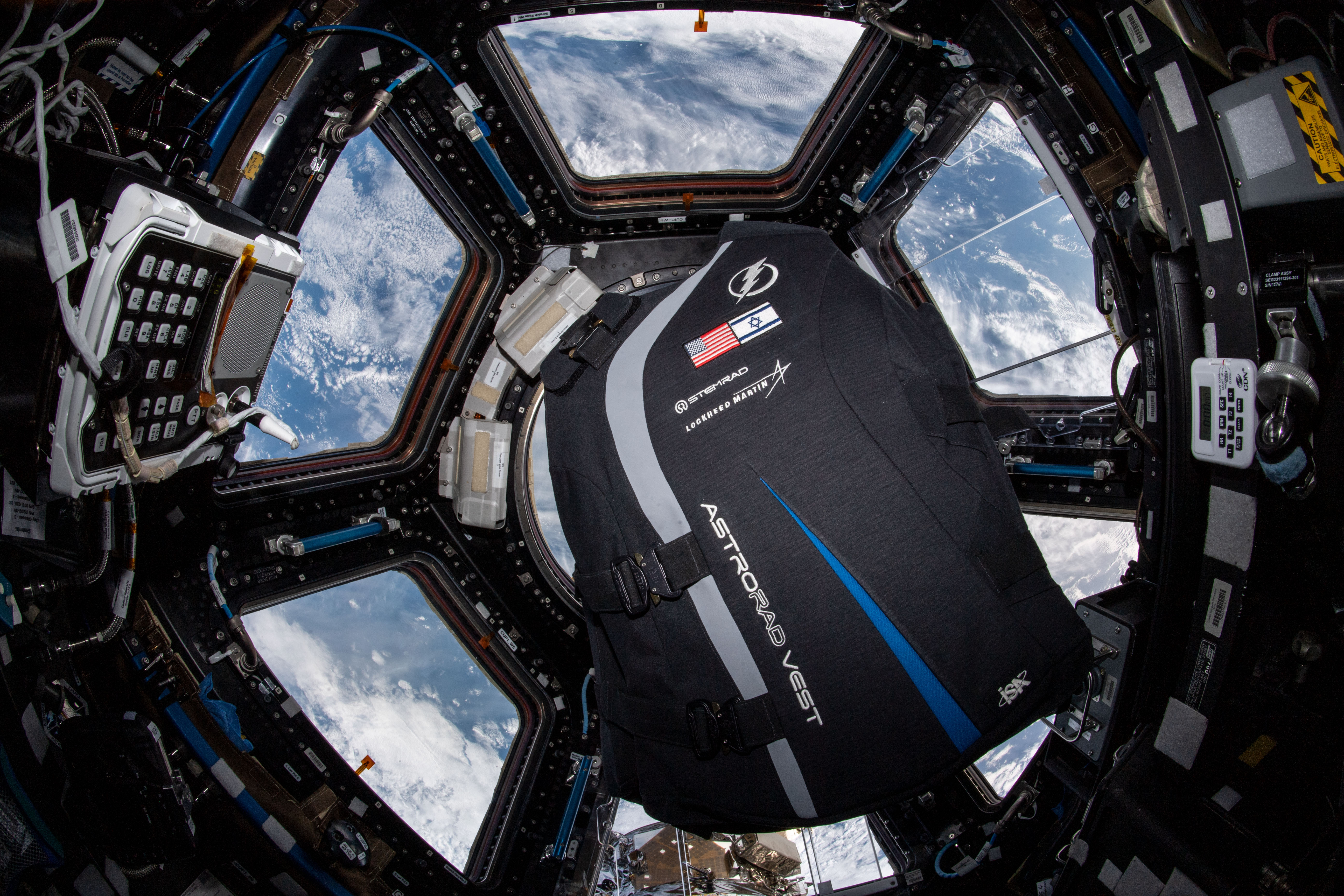
Áo khoác AstroRad trên Trạm vũ trụ quốc tế.

Tàu vũ trụ Orion sẽ mang theo ba hình nộm giống phi hành gia được trang bị cảm biến để cung cấp dữ liệu về những gì các thành viên phi hành đoàn có thể trải qua trong chuyến du hành lên Mặt Trăng. Hình nộm đầu tiên, được gọi là "Thuyền trưởng Moonikin Campos" (được đặt theo tên của Arturo Campos, một kỹ sư của NASA trong Chương trình Apollo), sẽ chiếm chỗ ngồi của chỉ huy bên trong Orion và được trang bị hai cảm biến bức xạ trong bộ đồ Hệ thống sinh tồn của phi hành đoàn Orion mà các phi hành gia sẽ mặc vào khi phóng, nhập cảnh và các giai đoạn động khác trong nhiệm vụ của họ. Chỗ ngồi của anh cũng có các cảm biến để ghi lại dữ liệu về gia tốc và dữ liệu rung động trong quá trình làm nhiệm vụ.

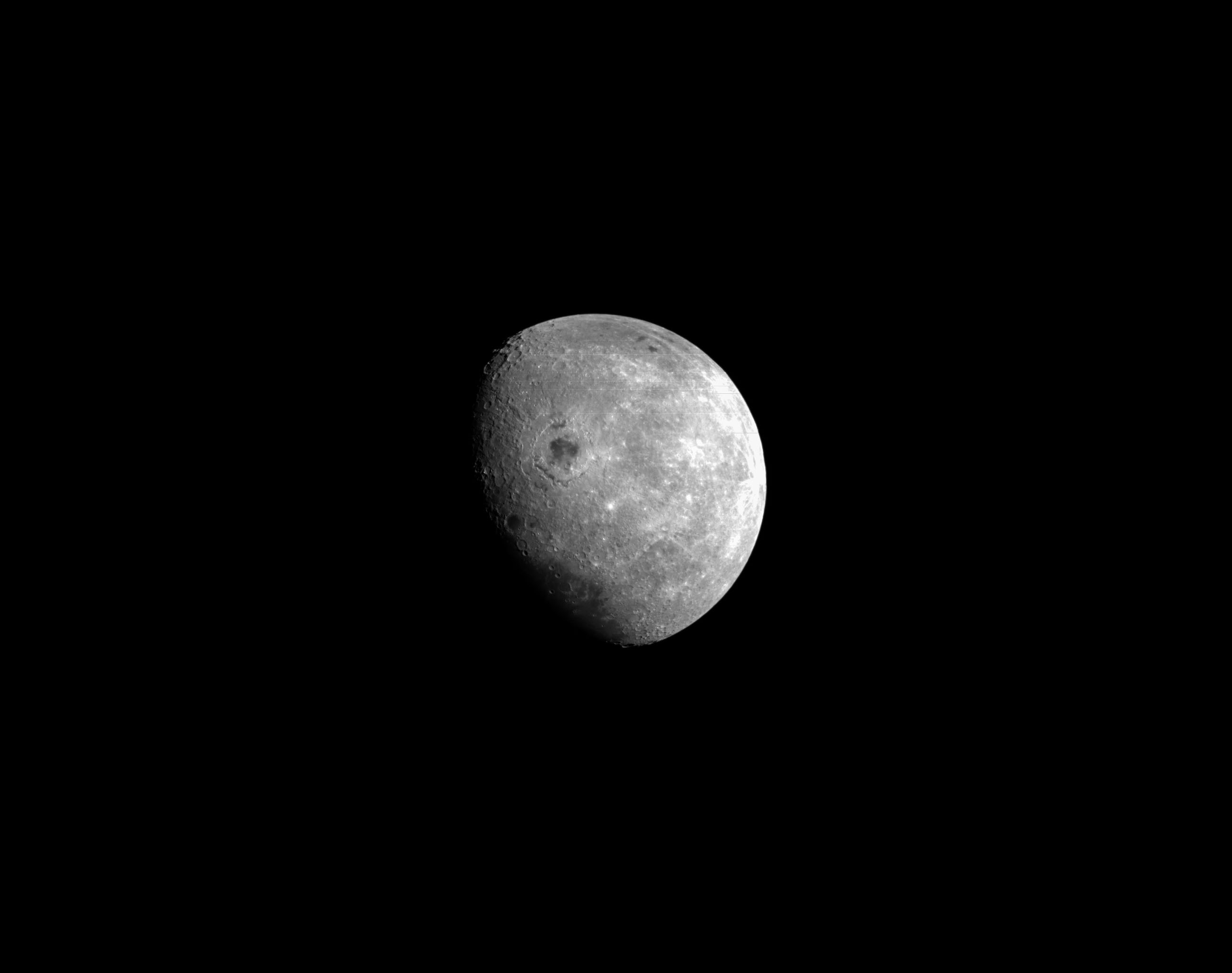
Mặt Trăng nhìn từ tàu Orion vào ngày thứ sáu của sứ mệnh.

Cùng với Moonikin là hai thân ma: Helga và Zohar, những người sẽ tham gia Thí nghiệm Bức xạ Matroshka AstroRad (MARE), trong đó NASA, cùng với Trung tâm Hàng không Vũ trụ Đức và Cơ quan Vũ trụ Israel, sẽ đo mức độ phơi nhiễm bức xạ trong nhiệm vụ. Zohar sẽ được che chắn bằng áo chống bức xạ Astrorad được trang bị các cảm biến để xác định rủi ro của bức xạ. Helga sẽ không mặc vest. Các Phantom sẽ đo mức phơi nhiễm bức xạ của vị trí cơ thể, với cả liều kế thụ động và chủ động được phân bố tại các mô nhạy cảm và có nồng độ tế bào gốc cao. Thử nghiệm sẽ cung cấp dữ liệu có giá trị về mức độ bức xạ trong các sứ mệnh lên Mặt Trăng đồng thời kiểm tra tính hiệu quả của áo khoác. Ngoài ba hình nộm, Orion còn sẽ mang theo Snoopy của NASA và Shaun the Sheep của ESA.
Bên cạnh các trọng tải chức năng này, Artemis I còn mang theo các nhãn dán, miếng vá, hạt giống và cờ kỷ niệm từ các nhà thầu và cơ quan vũ trụ trên toàn thế giới. Một cuộc trình diễn công nghệ có tên Callisto, được đặt tên theo nhân vật thần thoại có liên quan đến nữ thần Artemis, do Lockheed Martin phối hợp do Amazon và Cisco phát triển, cũng đang trong chuyến bay trên tàu Orion trên Artemis I. Callisto sẽ sử dụng phần mềm hội nghị truyền hình để truyền âm thanh và video từ bộ điều khiển sứ mệnh và sử dụng trợ lý ảo Alexa để trả lời tin nhắn âm thanh. Ngoài ra, kể từ tháng 8 năm 2022, công chúng có thể gửi tin nhắn để hiển thị trên Callisto trong nhiệm vụ Artemis I.

### CubeSat

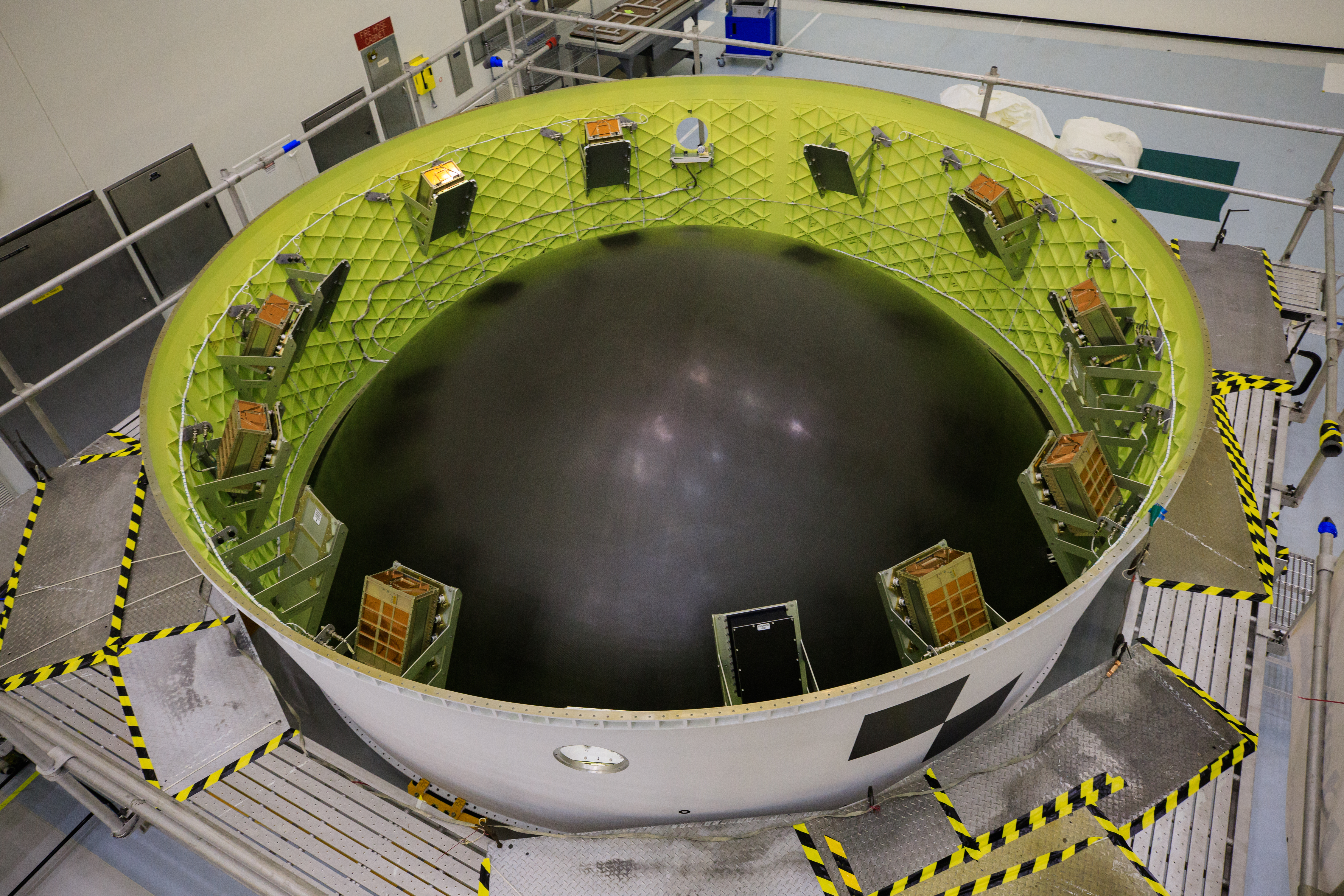
Bộ điều hợp bộ phận của tàu vũ trụ Orion với chín trong số mười CubeSat được cài đặt.

Mười nhiệm vụ CubeSat chi phí thấp sẽ bay dưới dạng tải trọng thứ cấp, được gắn ở bộ chuyển đổi giai đoạn của Orion. Tất cả chúng đều có cấu hình là sáu đơn vị, và sẽ nằm trong Bộ điều hợp bộ phận trên đỉnh bộ phận thứ hai và trên phương tiện khởi động mà từ đó chúng sẽ được triển khai. Mười CubeSat cuối cùng đã được lắp đặt trên Bộ điều hợp bộ phận vào tháng 10 năm 2021. Hai được lựa chọn thông qua Công nghệ Không gian Tiếp theo của NASA dành cho các Đối tác Khám phá, ba thông qua Giám đốc Nhiệm vụ Hoạt động và Khám phá Con người, hai thông qua Giám đốc Sứ mệnh Khoa học và ba từ các bản đệ trình từ các đối tác quốc tế của NASA. Những CubeSat này là:
- ArgoMoon, được thiết kế bởi Argotec và được điều phối bởi Cơ quan Vũ trụ Ý (ASI), được thiết kế để tạo hình ảnh Bộ phận đẩy lạnh tạm thời (ICPS) của Orion cho dữ liệu sứ mệnh và hồ sơ lịch sử. Nó sẽ trình diễn các công nghệ cần thiết để một tàu vũ trụ nhỏ có thể cơ động và hoạt động gần ICPS.[101]
- BioSentinel là một sứ mệnh sinh học thiên văn sẽ sử dụng men để phát hiện, đo lường và so sánh tác động của bức xạ không gian sâu đối với các sinh vật sống trong khoảng thời gian dài ngoài quỹ đạo Trái Đất tầm thấp.[102]
- CubeSat for Solar Particles (CuSP), được thiết kế tại Viện Nghiên cứu Tây Nam, sẽ nghiên cứu các hạt động lực và từ trường phát ra từ Mặt Trời[103] và hoạt động như một bằng chứng về khái niệm cho tính khả thi của mạng lưới các trạm theo dõi thời tiết vũ trụ.
- EQUULEUS, được thiết kế bởi JAXA của Nhật Bản và Đại học Tokyo, sẽ hình ảnh được plasmasphere Trái Đất để nghiên cứu môi trường bức xạ xung quanh Trái Đất đồng thời thể hiện các thao tác lực đẩy thấp để kiểm soát quỹ đạo trong không gian giữa Trái Đất và Mặt Trăng.[101]
- Lunar IceCube, một con tàu quỹ đạo Mặt Trăng được thiết kế tại Đại học Bang Morehead, sẽ tìm kiếm thêm bằng chứng về băng nước trên Mặt Trăng từ quỹ đạo Mặt Trăng thấp.
- Lunar Polar Hydrogen Mapper (LunaH-Map), một con tàu quỹ đạo Mặt Trăng được thiết kế tại Đại học Bang Arizona,[104] sẽ lập bản đồ hydro bên trong các miệng núi lửa gần cực nam Mặt Trăng, theo dõi độ sâu và sự phân bố của các hợp chất giàu hydro như nước. Nó sẽ sử dụng một máy dò neutron để đo năng lượng của các neutron tương tác với vật chất trên bề mặt Mặt Trăng. Nhiệm vụ của nó được lên kế hoạch kéo dài sáu mươi ngày và thực hiện 141 quỹ đạo của Mặt Trăng.[105]
- Near-Earth Asteroid Scout là bằng chứng về khái niệm của một con tàu vũ trụ buồm mặt trời CubeSat có thể điều khiển được có khả năng chạm trán với các tiểu hành tinh gần Trái Đất (NEA).[106] Các tàu vũ trụ sẽ đạt được các quan sát thông qua khoảng (≈10 km, 6,2 mi) bay bằng máy bay và sử dụng máy ảnh đơn sắc khoa học có độ phân giải cao để đo các đặc tính vật lý của một tiểu hành tinh gần Trái Đất[106] Một loạt các mục tiêu tiềm năng sẽ được xác định dựa trên ngày phóng, thời gian bay và vận tốc điểm hẹn.
- OMOTENASHI, được thiết kế bởi JAXA, là một tàu thăm dò đổ bộ để nghiên cứu môi trường bức xạ Mặt Trăng.[101][107]
- LunIR là một con tàu vũ trụ được thiết kế bởi Lockheed Martin để bay bởi Mặt Trăng và thu thập quang phổ bề mặt và nhiệt hồng ngoại.
- Team Miles sẽ trình diễn thông tin liên lạc đường dài khi đang ở quỹ đạo nhật tâm và thể hiện các kỹ thuật điều khiển quỹ đạo lực đẩy thấp bằng cách sử dụng bộ đẩy động cơ ion. Nó được thiết kế bởi Fluid and Reason, LLC, Tampa, Florida.

Ba vị trí còn lại trống, do các vệ tinh sau đã bỏ lỡ cửa sổ phóng Artemis I:
- Cislunar Explorers sẽ chứng minh khả năng tồn tại của lực đẩy điện phân nước và điều hướng quang học liên hành tinh để quay quanh Mặt Trăng. Nó được thiết kế bởi Đại học Cornell, Ithaca, New York.[25]
- Lunar Flashlight là một tàu quỹ đạo Mặt Trăng sẽ tìm kiếm băng nước lộ ra và lập bản đồ nồng độ của nó ở tỷ lệ 1–2 km (0,62–1,24 mi) trong các vùng bị che khuất vĩnh viễn của cực nam Mặt Trăng.[109][110]
- Earth Escape Explorer (CU-E3) sẽ chứng minh thông tin liên lạc đường dài khi ở trong quỹ đạo nhật tâm. Nó được thiết kế bởi Đại học Colorado Boulder. Nó là một trong ba nhiệm vụ CubeSat bỏ lỡ cửa sổ tích hợp để bay trên Artemis I và sẽ cần tìm một chuyến đi thay thế đến Mặt Trăng.[25]

Bên cạnh các trọng tải chức năng này, Artemis I cũng sẽ mang theo các nhãn dán, bản vá, hạt giống và cờ kỷ niệm từ các nhà thầu và cơ quan vũ trụ trên toàn thế giới.

### Khởi động các buổi diễn tập

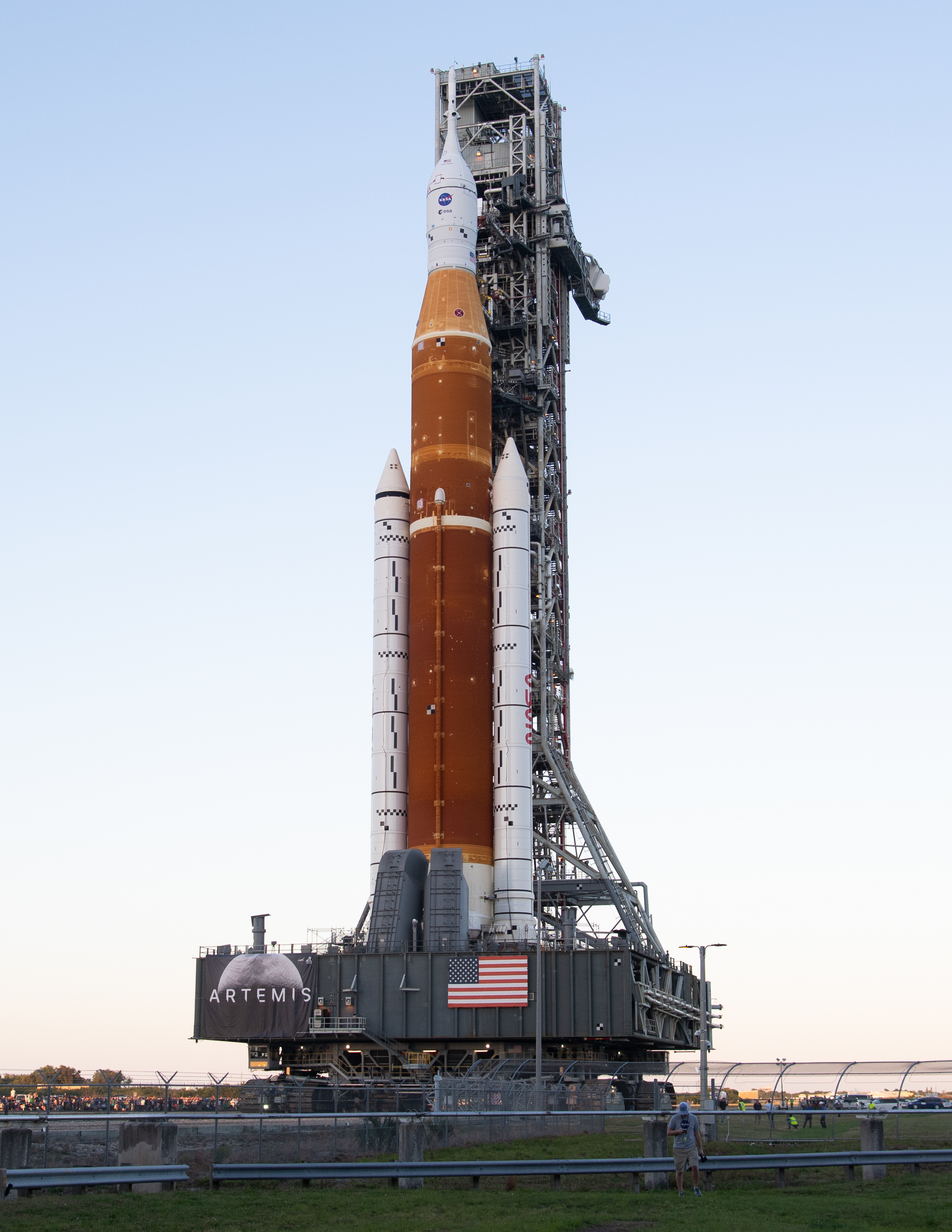
Lần đầu tiên triển khai SLS vào tháng 3 năm 2022; sau đó nó được cuộn lại để sửa chữa.

Vào ngày 17 tháng 3 năm 2022, Artemis I lần đầu tiên lăn bánh ra khỏi High Bay 3 từ Tòa nhà lắp ráp để thực hiện một buổi diễn tập wet dress trước khi phóng. Trong lần thử WDR đầu tiên vào ngày 3 tháng 4, thử nghiệm đã được hoàn thiện sau sự cố điều áp của bệ phóng di động. Nỗ lực thứ hai để hoàn thành thử nghiệm đã được kiểm tra vào ngày 4 tháng 4, sau các vấn đề với nguồn cung cấp nitơ thể khí không nhất quán, nhiệt độ oxy lỏng và van thông hơi đã bị đóng trước khi thử nghiệm.
Trong quá trình chuẩn bị cho lần thử thứ ba, một van một chiều heli ở tầng trên của ICPS bị kẹt bởi một miếng cao su có nguồn gốc từ một trong các cánh tay của tên lửa, buộc các dây dẫn thử nghiệm phải trì hoãn nỗ lực tiếp nhiên liệu cho bộ phận này cho đến khi van có thể được thay thế trong VAB. Nỗ lực thứ ba để hoàn thành thử nghiệm bị giới hạn trong việc chỉ tiếp nhiên liệu cho bộ phận cốt lõi của SLS. Bình oxy lỏng của tên lửa bắt đầu nạp thành công. Tuy nhiên, trong quá trình nạp hydro lỏng ở tầng lõi, một vết rò rỉ được phát hiện trên tấm rốn của cột buồm dịch vụ đuôi, buộc phải kết thúc sớm thử nghiệm khác.
NASA đã quyết định đưa phương tiện trở lại VAB để sửa chữa sự cố rò rỉ hydro và van một chiều ICPS, đồng thời nâng cấp nguồn cung cấp nitơ trên bệ 39B sau sự cố mất điện kéo dài trong ba cuộc diễn tập wet dress trước đó. Artemis I đã được đưa trở lại VAB vào ngày 26 tháng 4. Sau khi hoàn tất việc sửa chữa và nâng cấp, chiếc xe Artemis I đã lăn bánh lên tàu 39B lần thứ hai vào ngày 6 tháng 6 để hoàn thành bài kiểm tra.
Trong lần diễn tập thử wet dress lần thứ tư vào ngày 20 tháng 6, tên lửa đã được nạp đầy thành công thuốc phóng ở cả hai bộ phận, nhưng do rò rỉ khí hydro ở phần đuôi cột buồm dịch vụ ngắt kết nối nhanh, bộ đếm ngược không thể đạt được kế hoạch T-9.3. đánh dấu giây và được dừng tự động ở giây T-29. Các nhà quản lý sứ mệnh của NASA đã sớm xác định rằng họ đã hoàn thành gần như tất cả các mục tiêu thử nghiệm theo kế hoạch và tuyên bố chiến dịch WDR đã hoàn thành.
Vào ngày 2 tháng 7, ngăn xếp Artemis I đã được đưa trở lại VAB để tiến hành các bước chuẩn bị cuối cùng cho việc phóng và khắc phục sự cố rò rỉ hydro khi ngắt kết nối nhanh, trước khi phóng được nhắm mục tiêu trong hai cửa sổ phóng: 29 tháng 8 và 5 tháng 9. SLS đã thông qua đánh giá sẵn sàng bay vào ngày 23 tháng 8, kiểm tra 5 ngày trước khi có cơ hội ra mắt đầu tiên.

### Nỗ lực khởi phóng
Việc tiếp nhiên liệu dự kiến sẽ bắt đầu ngay sau nửa đêm ngày 29 tháng 8 năm 2022, nhưng đã bị trì hoãn một giờ do cơn bão ngoài khơi, chỉ bắt đầu lúc 1 giờ 13 phút sáng. Trước vụ phóng dự kiến lúc 8:33 sáng, Động cơ 3 trong số 4 động cơ của tên lửa không có hiện tượng chảy khí hydro như mong đợi và các kỹ sư đã không thể giải quyết kịp thời. Các khó khăn kỹ thuật khác liên quan đến sự chậm trễ liên lạc 11 phút giữa tàu vũ trụ và bộ điều khiển mặt đất, rò rỉ nhiên liệu và vết nứt trên bọt cách nhiệt của các khớp nối giữa bình chứa hydro lỏng và oxy lỏng. NASA đã làm sạch vụ phóng sau khi bị trì hoãn ngoài kế hoạch và thời hạn phóng hai giờ đã hết hạn. Một thông cáo báo chí nói rằng "thử nghiệm bleed để đưa động cơ RS-25 ở dưới cùng của bộ phận lõi đến phạm vi nhiệt độ thích hợp để cất cánh đã không thành công".
Sau lần thử đầu tiên, lần phóng thứ hai được lên kế hoạch vào chiều ngày 3 tháng 9. Lần phóng tiếp theo sẽ mở lúc 2:17 chiều EDT hoặc 18:17 UTC và kéo dài trong hai giờ. Lần phóng được thực hiện vào lúc 18 giờ 17 phút do sự cố rò rỉ đường cung cấp nhiên liệu trong bộ phận bảo dưỡng nối với phần động cơ.. Nguyên nhân của sự cố rò rỉ chưa được xác định rõ ràng. Các nhà điều hành sứ mệnh đang điều tra xem liệu một áp suất quá cao từ dòng hydro lỏng của giao diện làm ngắt kết nối nhanh trong nỗ lực phóng có thể làm hỏng một con dấu, cho phép hydro thoát ra ngoài hay không.
Các nhà khai thác vẫn chưa quyết định ngày cho lần phóng tiếp theo; cơ hội sớm nhất có thể là ngày 19 tháng 9 cho đến khi các nhà quản lý sứ mệnh tuyên bố rằng ngày 23 tháng 9 sẽ tối đa là ngày sớm nhất. Một vụ phóng vào tháng 9 sẽ yêu cầu Phạm vi phía Đông của Lực lượng Không gian Hoa Kỳ đồng ý gia hạn chứng nhận hệ thống kết thúc chuyến bay của tên lửa, hệ thống này sẽ phá hủy tên lửa nếu nó di chuyển lệch hướng và hướng tới khu vực đông dân cư. Việc này được thực hiện vào ngày 22 tháng 9. Tuy nhiên, những dự báo bất lợi về quỹ đạo của Bão nhiệt đới Ian đã khiến các nhà quản lý bệ phóng phải ngừng nỗ lực phóng vào ngày 27 tháng 9 và bắt đầu chuẩn bị cho việc quay trở lại VAB của ngăn xếp. Vào sáng ngày 26 tháng 9, quyết định được đưa ra để lùi vào tối hôm đó.
Vào ngày 12 tháng 11, sau một sự chậm trễ khác do Cơn bão Nicole, các nhà quản lý phóng của NASA đã quyết định yêu cầu các cơ hội phóng vào ngày 16 và 19 tháng 11. Ban đầu, họ yêu cầu một cơ hội cho ngày 14, nhưng bị Cơn bão nhiệt đới Nicole khi đó ngăn cản. Khi cơn bão đến gần, NASA đã quyết định để tên lửa ở bệ phóng, với lý do ít khả năng tốc độ gió sẽ vượt quá giới hạn thiết kế của tên lửa. Tốc độ gió dự kiến sẽ đạt 29 mph (47 km/h), với gió giật lên đến 46 mph (74 km/h). Nicole đổ bộ vào đất liền trong một cơn bão cấp 1 vào ngày 9 tháng 11, với tốc độ gió duy trì tại Trung tâm vũ trụ Kennedy đạt tới 85 mph (137 km/h),và gió giật lên đến 100 mph (160 km/h), vượt quá thông số kỹ thuật thiết kế của tên lửa. Sau khi cơn bão tan, NASA đã kiểm tra tên lửa xem có bị hư hại vật chất không và tiến hành kiểm tra sức khỏe điện tử. Vào ngày 15 tháng 11, nhóm quản lý nhiệm vụ đã tiến hành chuẩn bị đầy đủ cho việc phóng và quy trình tiếp nhiên liệu chính bắt đầu lúc 3:30 chiều EST (8:30 chiều UTC).

## Chuyến bay

### Phóng

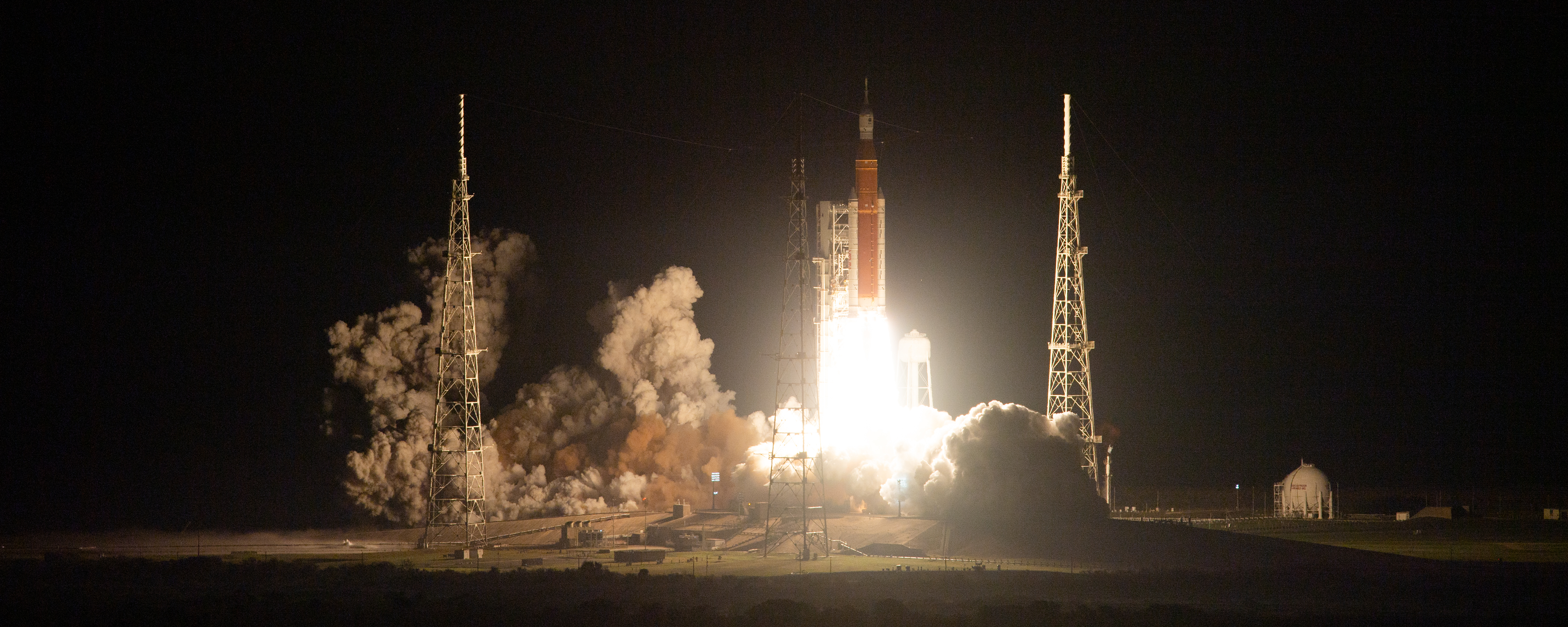
Artemis I được phóng lên không gian.

Vào lúc 1:47:44 sáng EST (6:47:44 UTC) ngày 16 tháng 11 năm 2022, Artemis I đã phóng thành công từ Bệ Phóng 39B tại Trung tâm Vũ trụ Kennedy, lần đầu tiên sau gần 50 năm NASAđã phóng một tên lửa dành cho con người. du hành tới Mặt Trăng kể từ Apollo 17. Lần phóng này cũng đánh dấu lần đầu tiên kể từ Ares I-X, một tên lửa đã được phóng từ Bệ phóng 39B. Tàu vũ trụ Orion và ICPS đều được đặt vào một quỹ đạo danh nghĩa, sau khi tách khỏi Hệ thống phóng không gian, đạt được quỹ đạo khoảng 8 phút sau khi phóng.

### Quỹ đạo Mặt Trăng

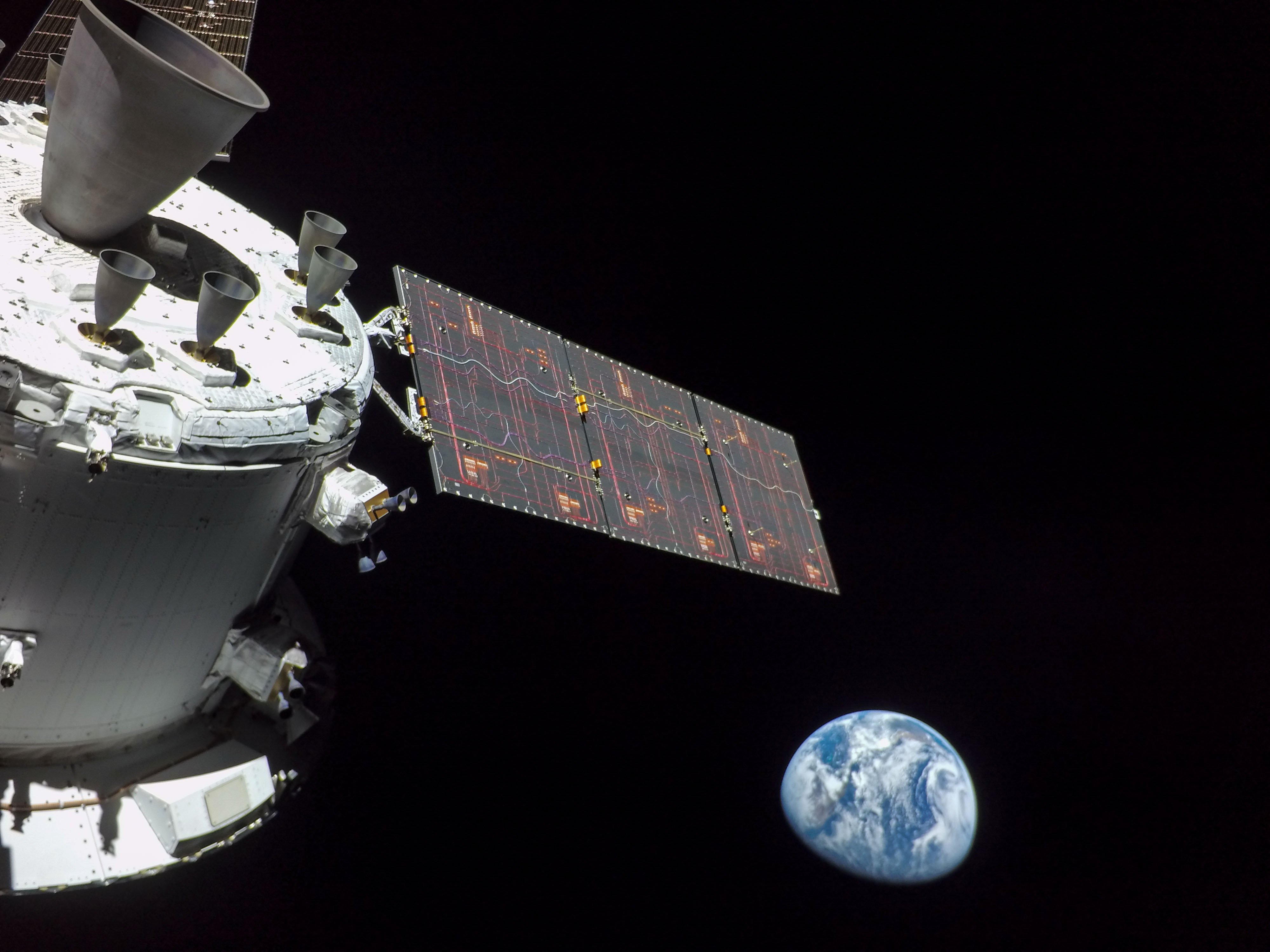
Trái Đất nhìn từ tàu vũ trụ Orion sau khi tiêm xuyên Mặt Trăng.

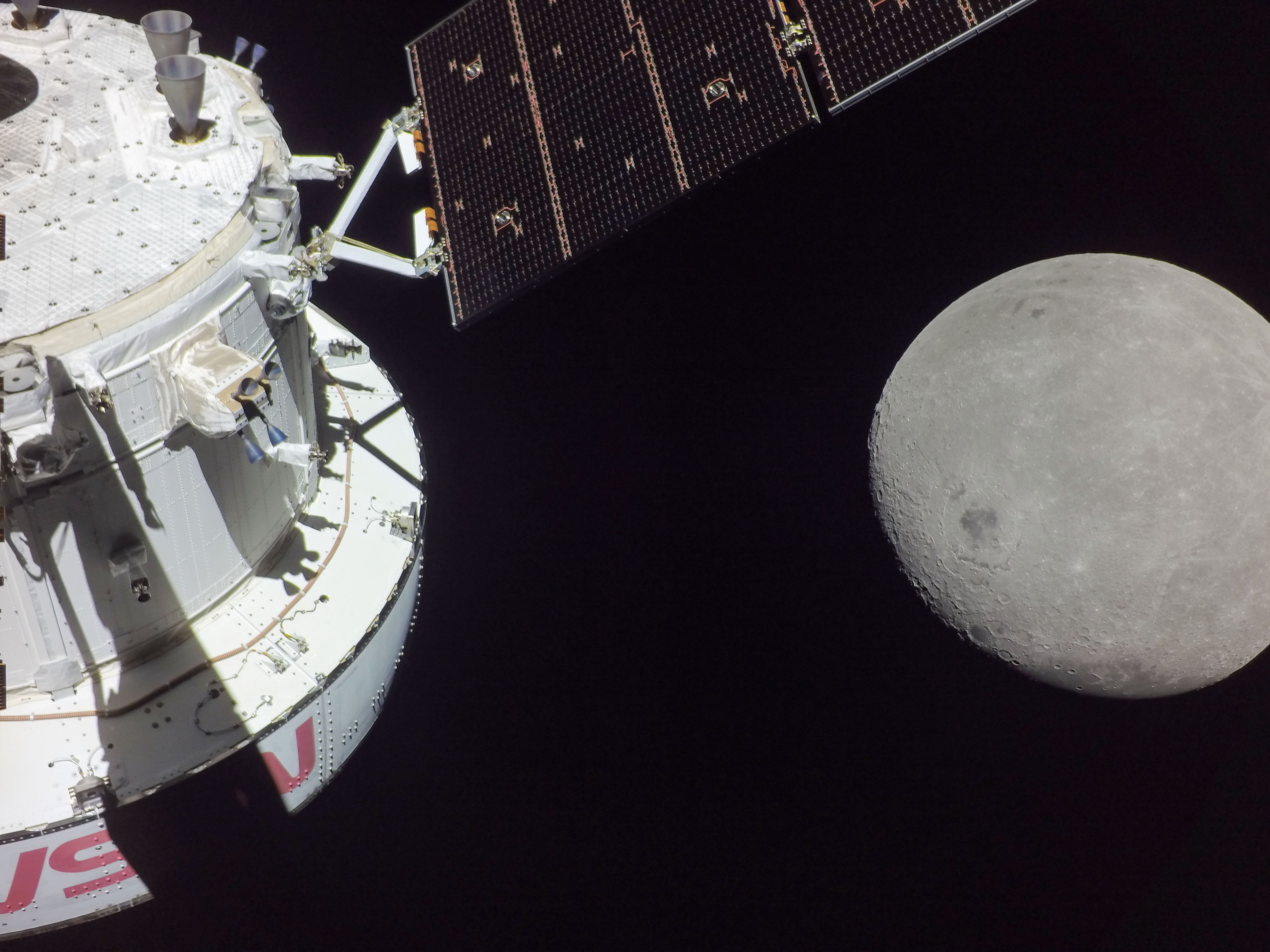
Mặt Trăng, khi nhìn từ tàu Orion, trong khi tàu vũ trụ thực hiện một chuyến bay gần vệ tinh.

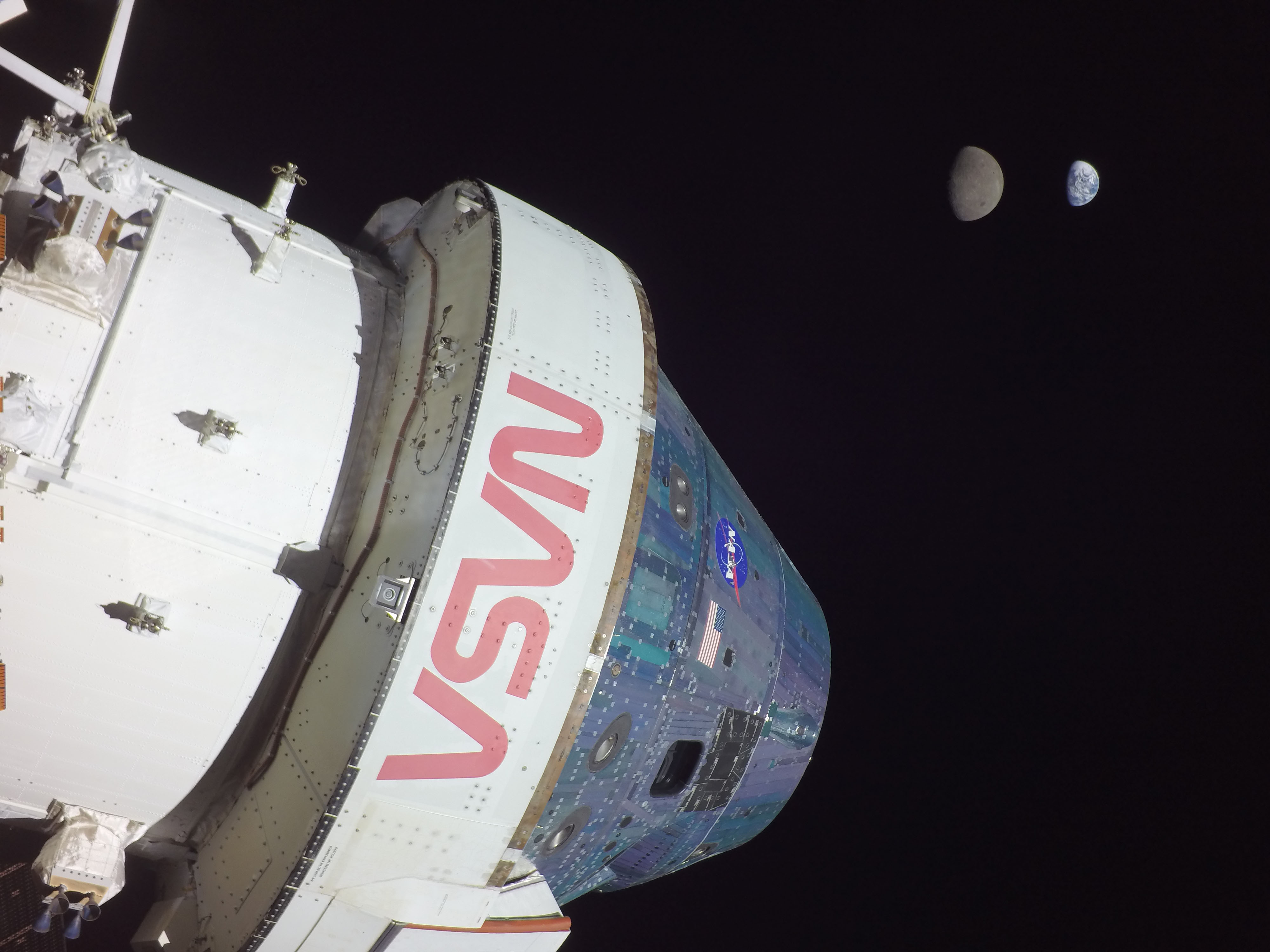
Artemis I nhìn lại Mặt Trăng và Trái Đất ở khoảng cách tối đa so với Trái Đất vào ngày 28 tháng 11 năm 2022.

ICPS đã bắn trong khoảng 18 phút để đốt xuyên Mặt Trăng (TLI). Sau đó, tàu Orion tách khỏi giai đoạn mở rộng và bắn các động cơ đẩy phụ của nó để di chuyển ra một khoảng cách an toàn trước khi nó bắt đầu hành trình lên Mặt Trăng. ICPS sau đó đã triển khai 10 CubeSat dưới dạng tải trọng phụ từ Bộ điều hợp Giai đoạn Orion. Sau đó, nó đã hoàn thành thành công lần đốt cháy cuối cùng vào lúc 3 giờ rưỡi sau khi phóng để tự đưa mình vào quỹ đạo nhật tâm.
Vào ngày thứ năm của chuyến bay, ngày 20 tháng 11 năm 2022, lúc 19:09 UTC, tàu vũ trụ Orion đi vào vùng ảnh hưởng của Mặt Trăng, do đó lực hấp dẫn của Mặt Trăng trở nên mạnh hơn so với lực hấp dẫn của Trái Đất đối với tàu vũ trụ.
Vào ngày 21 tháng 11 năm 2022, Orion mất liên lạc với NASA khi con tàu đi qua phía sau Mặt Trăng từ 12:25 đến 12:59 UTC. Ở đó, trong quá trình điều khiển được điều khiển tự động, lần đầu tiên trong số một cặp lần đốt làm thay đổi quỹ đạo, được gọi là "(các) lần đốt bay bằng năng lượng hướng ra ngoài", để chuyển Orion sang quỹ đạo lùi xa bắt đầu lúc 12:44 UTC. Động cơ của hệ thống điều động quỹ đạo đã khai hỏa trong hai phút ba mươi giây. Trong khi vẫn tự hành, Orion đã tiếp cận Mặt Trăng gần nhất ở độ cao khoảng 130 km (81 dặm) so với bề mặt lúc 12:57 UTC. Tàu vũ trụ đã thực hiện lần đốt bay bằng năng lượng hướng ra ngoài thứ hai và cũng là lần cuối cùng vào ngày 25 tháng 11, để kích hoạt hệ thống điều động quỹ đạo trong một phút hai mươi tám giây, đẩy Orion đến 363 ft/s (398 km/h). Vào ngày 26 tháng 11, lúc 13:42 UTC, Orion đã phá kỷ lục về khoảng cách xa nhất từ Trái Đất mà một tàu vũ trụ được con người đánh giá là có thể quay trở lại Trái Đất, vào khoảng 248,655 mi (400,171 km). Kỷ lục trước đây được nắm giữ bởi sứ mệnh Apollo 13. Vào ngày 28 tháng 11 năm 2022, tàu Orion đã đạt đến khoảng cách tối đa so với Trái Đất trong sứ mệnh Artemis I khi nó cách 268.563 mi (432.210 km) từ hành tinh của chúng ta.
Vào ngày 30 tháng 11 năm 2022, tàu vũ trụ Orion đã thực hiện quá trình đốt cháy bảo trì để duy trì quỹ đạo và giảm vận tốc của nó cho một lần đốt cháy theo kế hoạch vào ngày 1 tháng 12, lúc 21:53 UTC, để khởi hành quỹ đạo ngược xa quanh Mặt Trăng, bắt đầu hành trình quay trở lại Trái Đất.

## Truyền thông và Huy hiệu

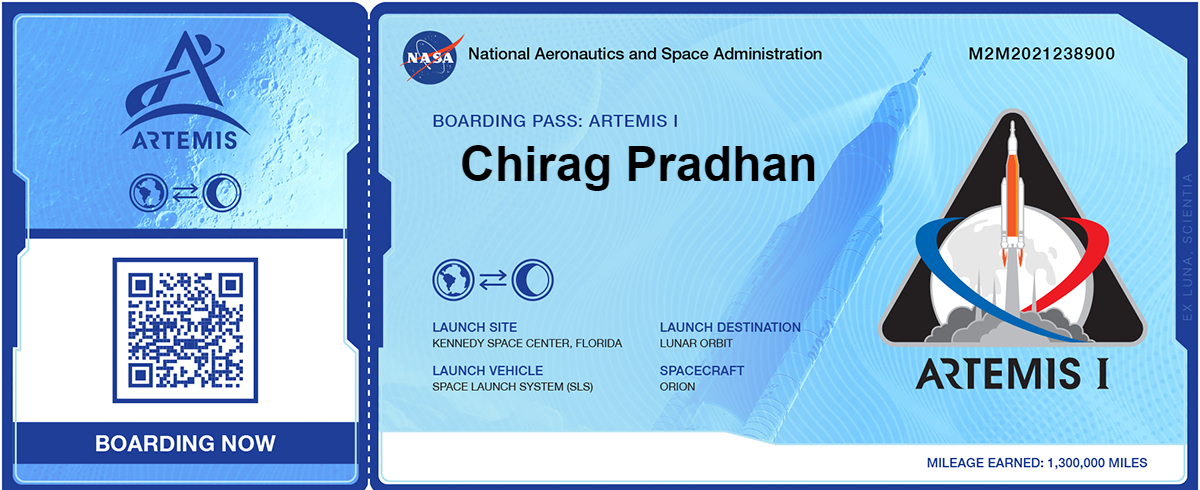
Mẫu thẻ lên máy bay lưu niệm dành cho những người đã đăng ký tên của họ để được bay trên chuyến bay Artemis I.

Huy hiệu sứ mệnh Artemis I được thực hiện bởi các nhà thiết kế của NASA trực thuộc dự án SLS, tàu vũ trụ Orion và Hệ thống Mặt đất Thăm dò. Chi tiết trên huy hiệu bao gồm: đường viền màu bạc tượng trưng cho màu tàu vũ trụ Orion và ở giữa là tên lửa, bộ phận màu cam tượng trưng SLS; ba tháp nhọn bao quanh tên lửa tượng trưng cho Bệ phóng 39B, từ đó Artemis I sẽ phóng. Các quỹ đạo biểu trưng cho sứ mệnh (màu đỏ và lam) bao quanh Mặt Trăng tròn màu trắng đại diện cho các nhân viên Mỹ và các nhân viên trong Cơ quan Vũ trụ Châu Âu làm việc trong sứ mệnh Artemis I.
Chuyến bay Artemis I thường được quảng cáo là khởi đầu cho chương trình Artemis với khẩu hiệu "Từ Mặt Trăng lên sao Hỏa" , mặc dù không có kế hoạch cụ thể cho một sứ mệnh nào có phi hành đoàn lên sao Hỏa trong NASA kể từ năm 2022. Để nâng cao nhận thức của cộng đồng, NASA đã tạo một trang web để công chúng nhận được thẻ lên tàu vũ trụ kỹ thuật số của sứ mệnh. Các bảng tên được gửi sẽ được ghi vào ổ cứng đặt bên trong tàu vũ trụ Orion. Ngoài ra trên khoang này sẽ chứa bản sao kỹ thuật số của 14.000 bài dự thi cho Cuộc thi Viết luận về Mặt Trăng được tổ chức bởi chương trình Kỹ sư tương lai cho NASA.

## Thư viện ảnh
- Bộ phận tên lửa đẩy SLS của Artemis 1 từ góc nhìn phía dưới
- Artemis 1 sau vài  cất cánh
- Mặt Trăng nhìn từ Orion vào ngày thứ sáu của sứ mệnh
- Bên trong Orion cùng với Callisto
- Orion trước khi mất tín hiệu liên lạc trong lượt bay ngang quan Mặt Trăng đầu tiên
- Ảnh cận cảnh lần tiếp cận gần nhất trong lượt bay qua Mặt Trăng đầu tiên từ Orion
- Artemis 1 nhìn về Mặt Trăng và Trái Đất ở khoảng cách xa nhất tính từ Trái Đất vào ngày 28, tháng 11, năm 2022.
- Trung tâm điều khiển sứ mệnh vào ngày thứ 14
- Biển mặt trăng và các hố va chạm được chụp lại trên chuyến bay trở về của Orion
- Rãnh địa chất  và hố va chạm gần đường rạng động của Mặt
- Mặt Trăng rọi đường rạng đông ngay sau chuyến bay trở về
- Orion đáp xuống
- Orion trôi dạt trên ngoài bờ Baja California sau khi đáp xuống